# David Perdue
David Alfred Perdue Jr., född 10 december 1949 i Macon i Georgia, är en amerikansk republikansk politiker, affärsman och diplomat. Han representerade delstaten Georgia i USA:s senat 2015–2021, och kandiderade utan framgång till guvernör i Georgia 2022. Han är USA:s ambassadör i Kina sedan 2025.

## Biografi
Perdue har tjänstgjort som vd för Reebok och Dollar General. Han valdes till senaten 2014, i och med att han besegrade demokraten Michelle Nunn i mellanårsvalet i USA 2014.
Perdue avvisar vetenskaplig konsensus om den globala uppvärmningen. Under 2017 var Perdue en av 22 senatorer som undertecknade ett brev till president Donald Trump som uppmanade presidenten att få USA att dra sig ur Parisavtalet.
Perdue kandiderade för omval år 2020. Men förlorade mot demokraten Jon Ossoff.
Med en beräknad förmögenhet på 15,8 miljoner dollar, enligt Roll Calls analys av finansiella redovisningar, var Perdue en av de rikaste medlemmarna i senaten i februari 2018. Perdue anklagades för insiderhandel under covid-19-pandemin, men utredningen lades ner utan åtal. 
Han förlorade primärvalet 2022 mot Brian Kemp, trots stöd från Donald Trump. I december 2024 meddelade Trump att han nominerar Perdue som USA:s ambassadör i Kina.

## Valen 2020–2021
De allmänna valen i november 2020 genomfördes smidigt i Georgia, trots tidigare problem med val under våren 2020 på grund av pågående pandemi, med många poströster och förtidsröster avlagda upp till tre veckor före valdagen. Joe Biden vann elektorsrösterna från Georgia med endast en liten marginal.
Efter valet riktade de republikanska senatorerna från Georgia, David Perdue och Kelly Loeffler, ett gemensamt uttalande mot delstatens republikanske statssekreterare, Brad Raffensperger. Under påtryckningar från Donald Trump anklagade de Raffensperger för odefinierade "misslyckanden" i valhanteringen och krävde hans avgång, utan att presentera några bevis för sina påståenden.
Både Perdue och Loeffler hade i sina samtidiga senatorsval misslyckats med att nå 50 % av rösterna, vilket enligt Georgias vallagar utlöste omval den 5 januari 2021. Raffensperger, som ansvarade för att säkerställa valets integritet, avvisade kraven på att avgå och försvarade valförfarandet. Trots detta fortsatte Trump och hans allierade att ifrågasätta valresultatet i Georgia, vilket skapade en politisk spänning i delstaten. Perdue förlorade omvalet i januari 2021 mot Jon Ossoff.

## Familj
Perdue gifte sig med Bonnie Dunn i augusti 1972.   
David Perdue är kusin till Sonny Perdue som har tjänstgjort som guvernör i Georgia och som USA:s jordbruksminister.